# Driva Station
Driva Station (Driva stasjon) var en jernbanestation på Dovrebanen, der lå i Oppdal kommune i Norge.
Stationen åbnede 20. september 1921, da banen blev forlænget fra Dombås til Støren. Den blev nedgraderet til trinbræt 1. april 1959. Betjeningen med persontog ophørte 30. maj 1965, og 1. februar 1971 blev stationen nedlagt.
Stationsbygningen blev opført efter tegninger af Jens Flor. Bygningen var af den mindste type, der blev benyttet på den nordlige del af den "oprindelige" Dovrebanen (strækningen over Dovre). Tilsvarende bygninger blev opført på stationer som Fagerhaug, Engan, Garli og Snøan. Stationsbygningen i Driva står fortsat og benyttes som bolig.